# Quintana Roo
Pour les articles homonymes, voir Quintana.
Le Quintana Roo (prononcé en espagnol : /kinˈtana ˈro/), officiellement l'État libre et souverain de Quintana Roo (Estado Libre y Soberano de Quintana Roo /esˈtado ˈliβɾe i soβeˈɾano de kinˈtana ˈro/), est un État du Mexique situé dans le sud du pays, précisément sur la péninsule du Yucatán. Entouré par les États de Yucatán et de Campeche, la mer des Caraïbes et le Belize, Quintana Roo occupe une superficie de 50 350 km2 et compte 1 501 562 habitants en 2015. Sa capitale est Chetumal. Autrefois, la région était habitée par les Mayas comme l'attestent de nombreuses ruines. Jusqu'en 1974, Quintana Roo a eu le statut de Territoire de la fédération. C'est en cette année qu'il devint le 30e État du Mexique.

## Histoire
La région est peuplée dès l'Antiquité au moins, comme l'attestent des sites archéologiques tels que la cité maya de Tulum.
En 1847, le Yucatan connaît de graves troubles avec la guerre des castes.
Le territoire actuel de Quintana Roo devient un territoire du Mexique par décret du président Porfirio Díaz en 1902. Ce territoire est ainsi nommé en hommage à Andrés Quintana Roo, indépendantiste mexicain et législateur ayant fait partie des assemblées constituantes du Mexique.
Le 8 octobre 1974, le décret modifiant l'article 43 de la Constitution a été publié au Journal officiel de la Fédération, en lequel il a été établi que les territoires de la Basse-Californie du Sud et du Quintana Roo sont élevés au rang d'États de la Fédération.

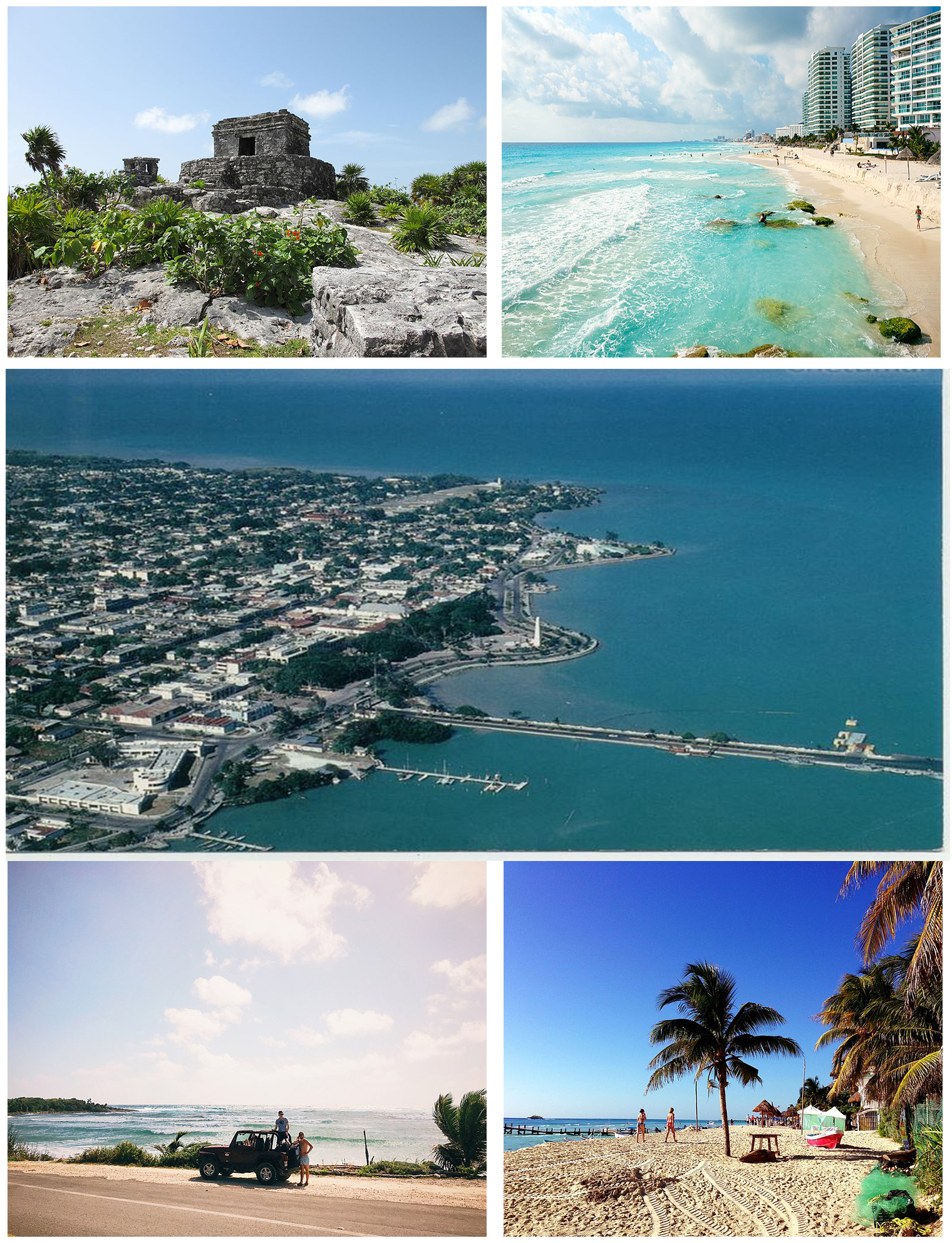
Quintana Roo

## Administration
L'État de Quintana Roo est divisé en dix municipalités. À leur création en 1974, elles étaient au nombre de sept, mais de nouvelles municipalités ont été créées depuis : Solidaridad en 1993, Tulum en 2008, Bacalar en 2011.

## Culture

### Architecture et patrimoine

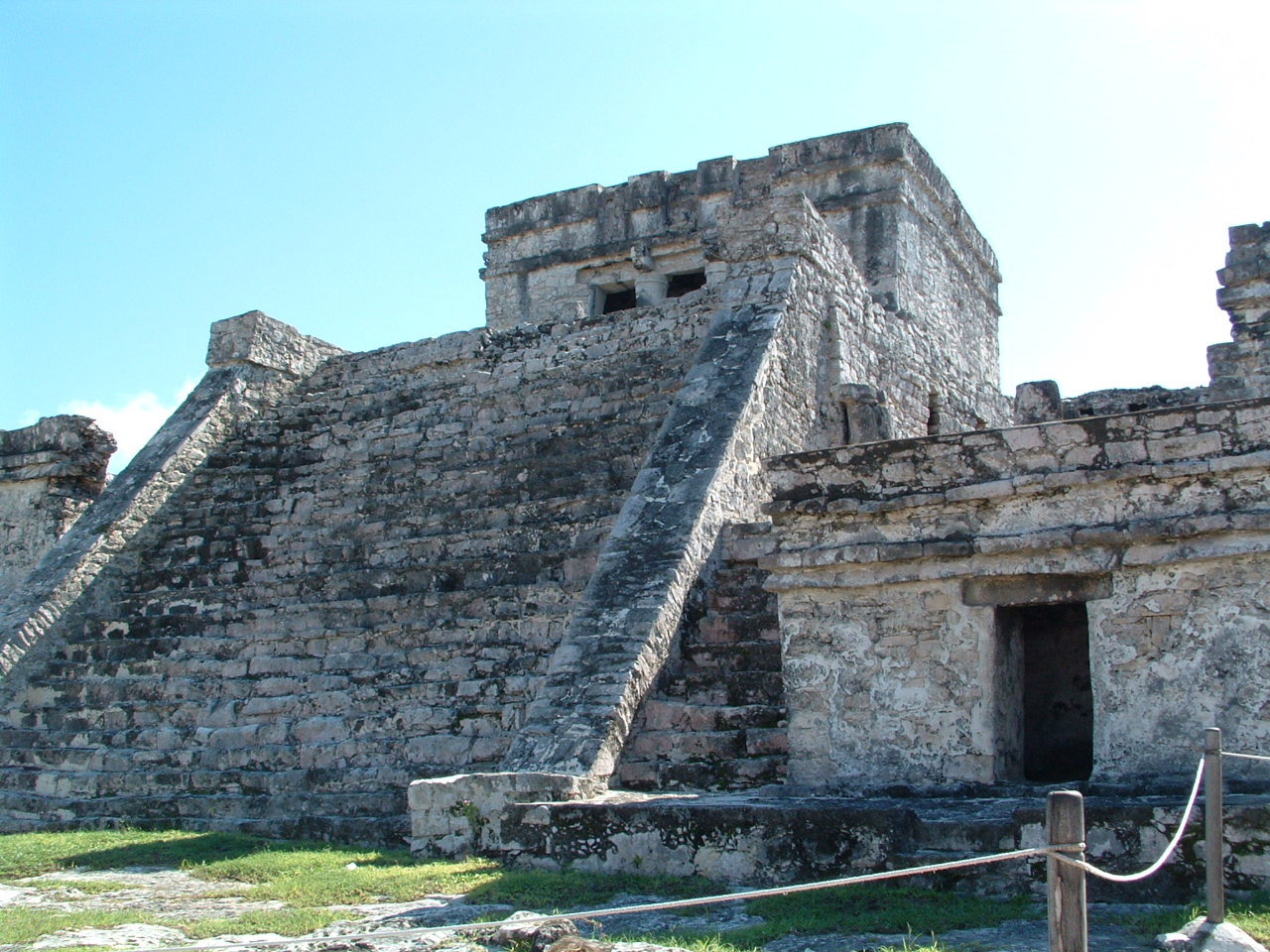

Quintana Roo est un des territoires principaux occupés par les Mayas à l'époque précolombienne. C'est donc pour cela que l'on peut retrouver de nombreux temples de ce peuple dont Chacchoben, Chakalal, Coba, Cozumel, Tulum et Xel-Ha.

## Géographie
L'État de Quintana Roo est situé à l’extrémité orientale du Mexique, situé dans le Sud, cet État est limitrophe des États du Yucatan au nord-ouest et de Campeche à l'ouest, tandis qu'au sud, il est frontalier du Belize, ex Honduras britannique.
Le territoire fédéral de Quintana Roo dispose également d'une large ouverture maritime sur toute sa bordure orientale ayant accès au golfe du Mexique au nord et à la mer des Caraïbes à l'est et sud-est. C'est dans cette dernière partie qu'il est séparé de la grande île de Cuba par le canal du Yucatan, dètroit large d'environ 650 kilomètres.
Au large de cet état se trouvent trois îles : Cozumel, Isla Mujeres et Holbox. L'île de Cozumel, la troisième du Mexique, est la plus proche du littoral faisant face à la station balnéaire de Playa del Carmen.

### Hydrologie

Pour ce qui est de l'hydrologie, il n'y a pas beaucoup de cours d'eau, mais il existe en revanche de nombreux lacs dans le sud de l'État dont le lac Bacalar et le lac Guerrero. De plus, des points d'eau à ciel ouvert ou souterrains appelés cénote se trouvent fréquemment dans tout l'État.[réf. nécessaire]

### Paysages et végétation
Côté paysage et végétation, le Quintana Roo dispose d'une végétation luxuriante tropicale, il est très difficile de s'y déplacer, le Quitanana Roo est plutôt plat avec de grandes forêts tropicales.

### Climat

Le climat que connaît Quintana Roo est un climat tropical sec en hiver et humide en été[réf. souhaitée]

### Flore et faune

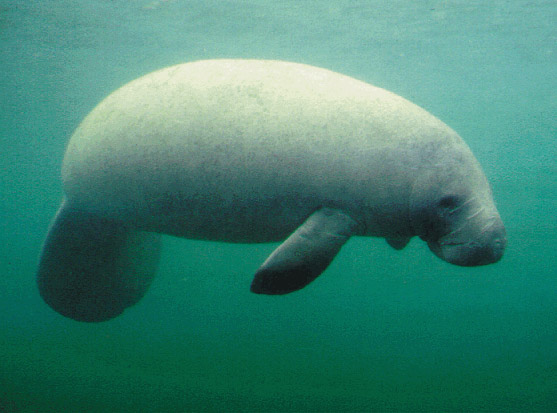
Lamentin des Caraïbes
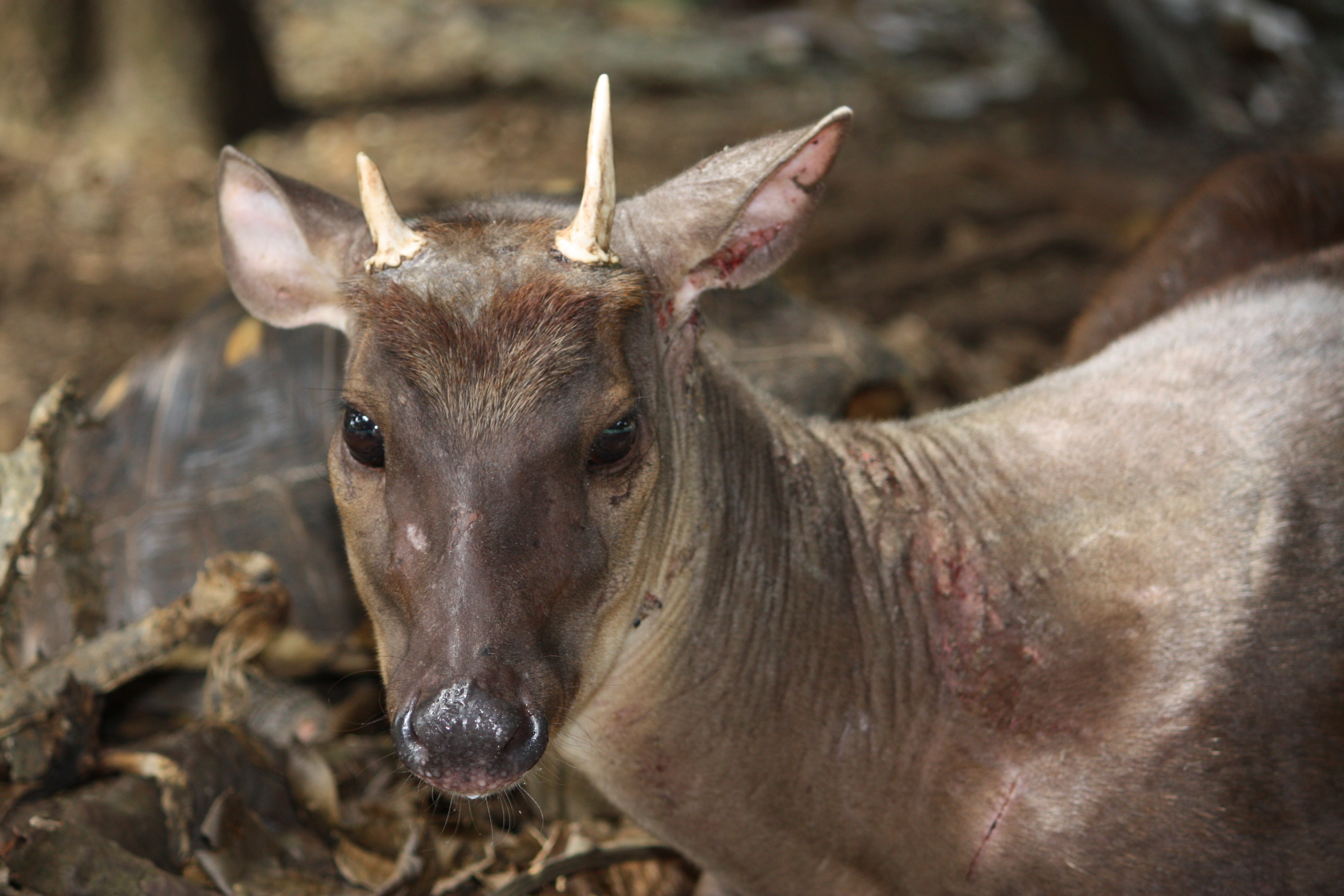
Daguet rouge
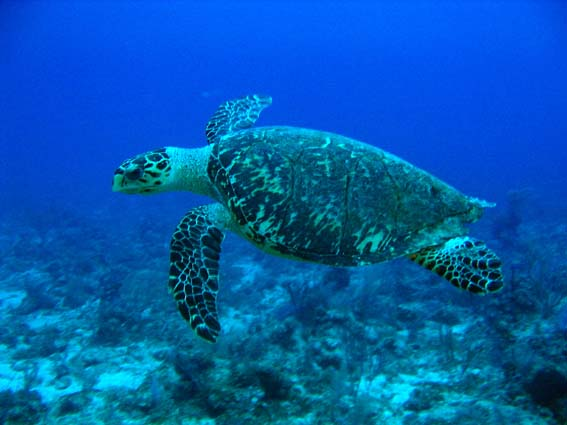
Tortue imbriquée
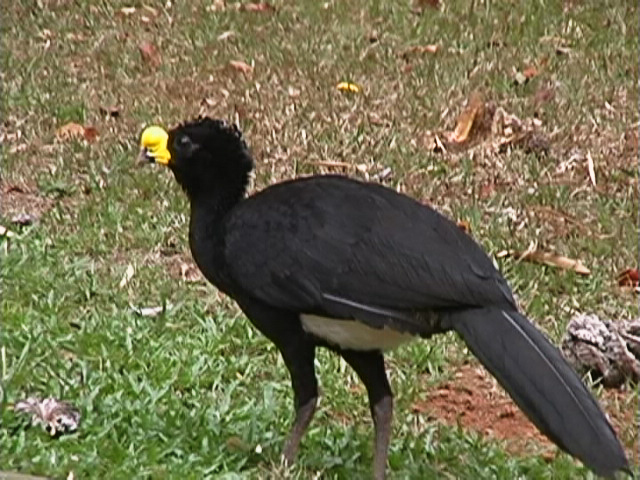
Grand Hocco
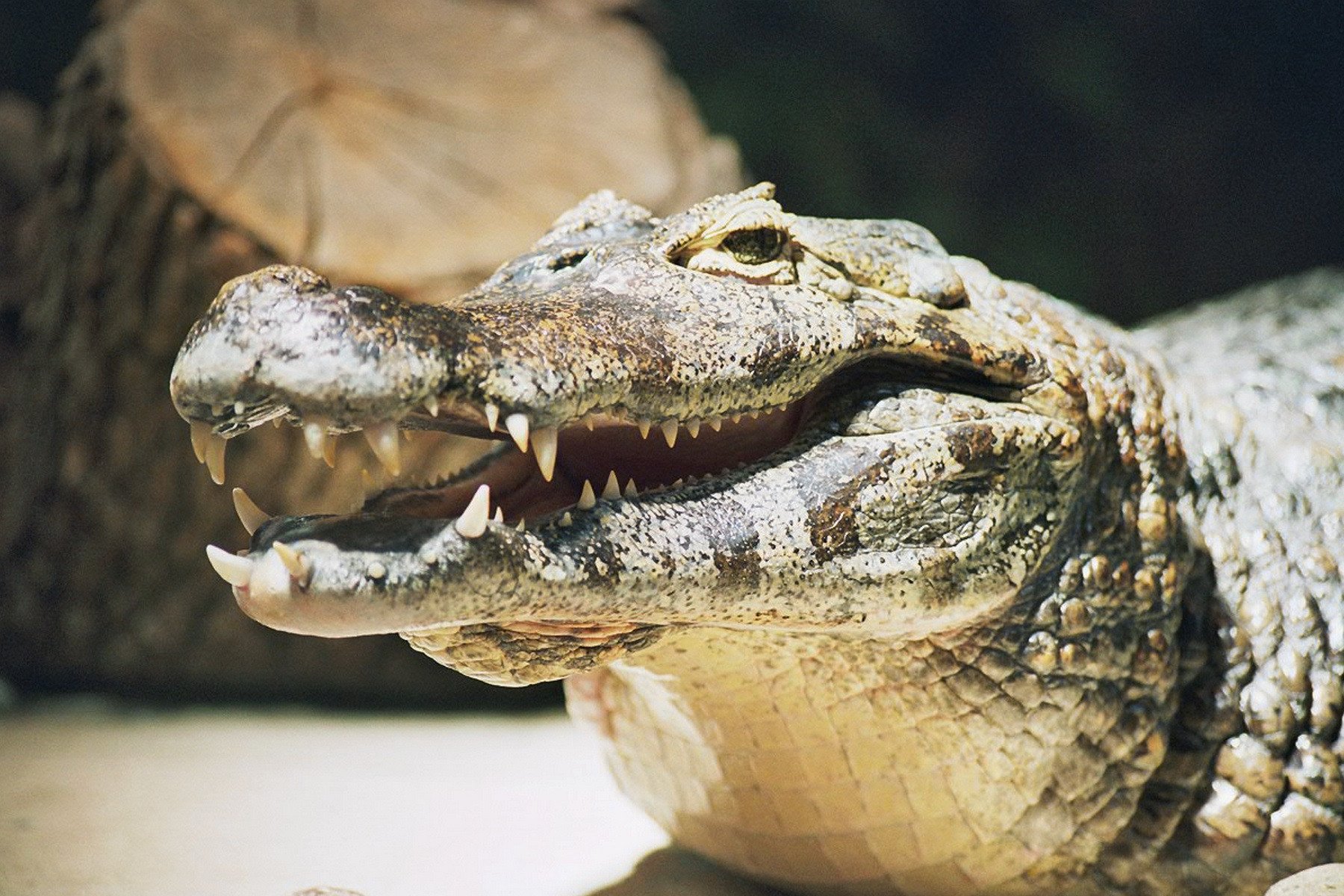
Caiman
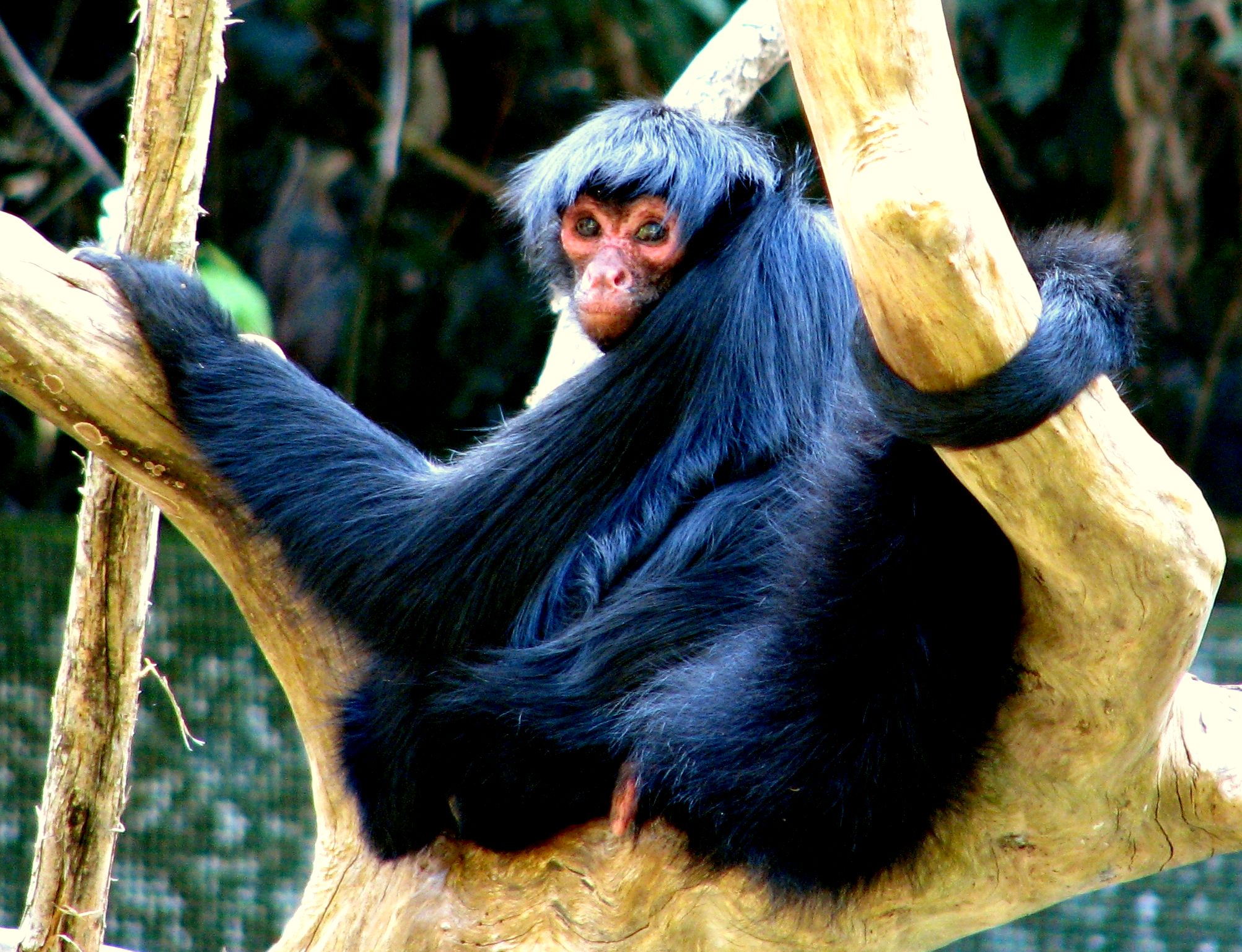
Singe-araignée commun
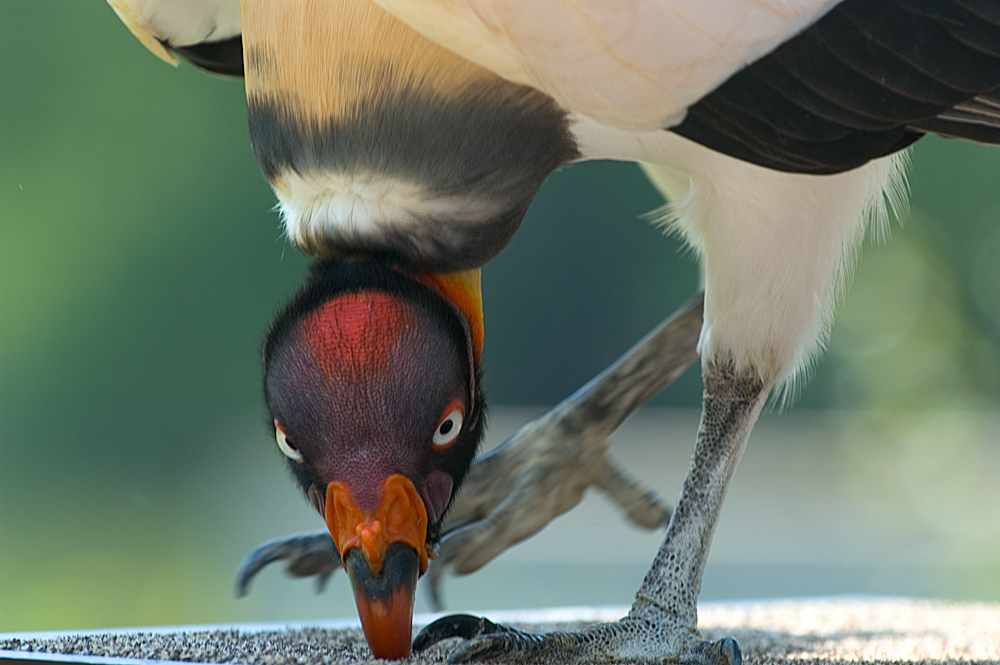
Sarcoramphe roi
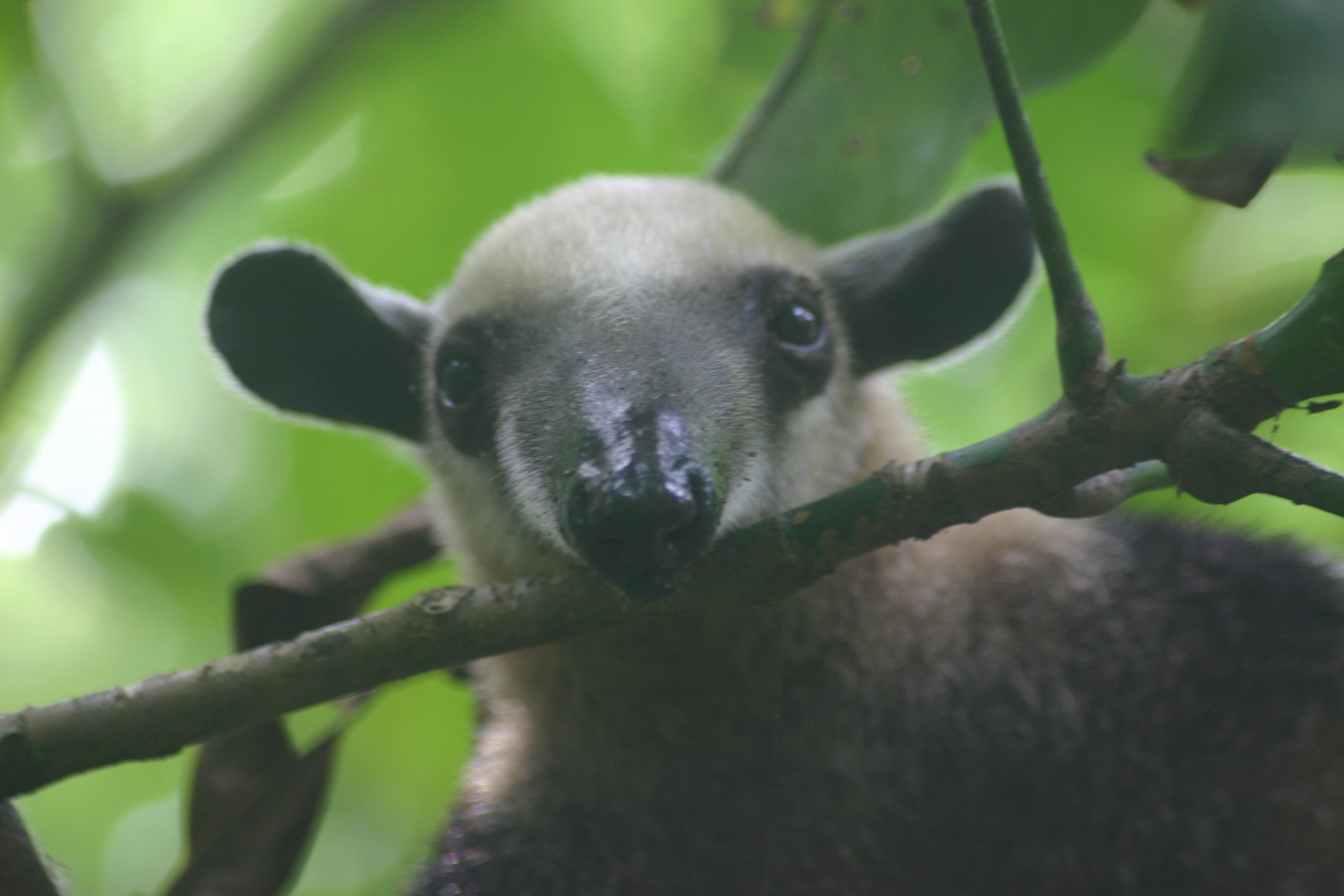
Tamandua mexicana
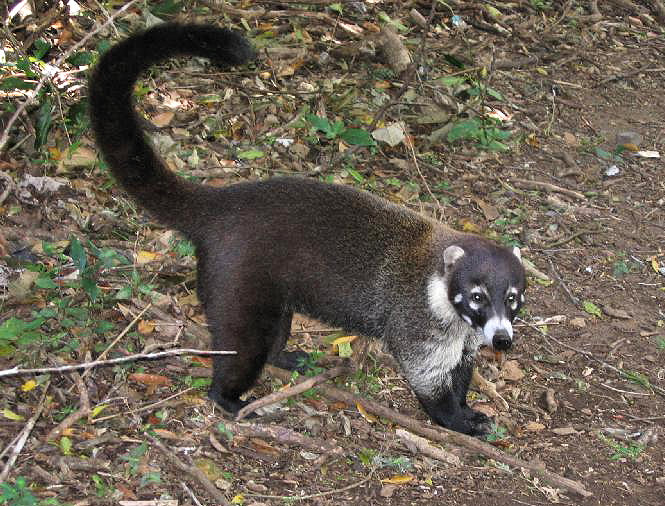
Nasua
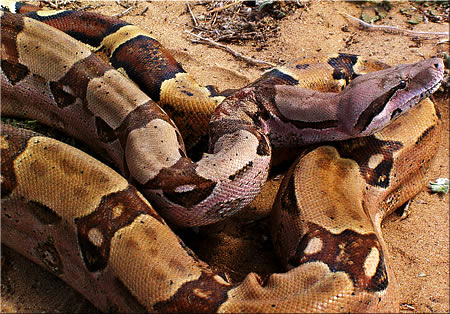
Boa constricteur
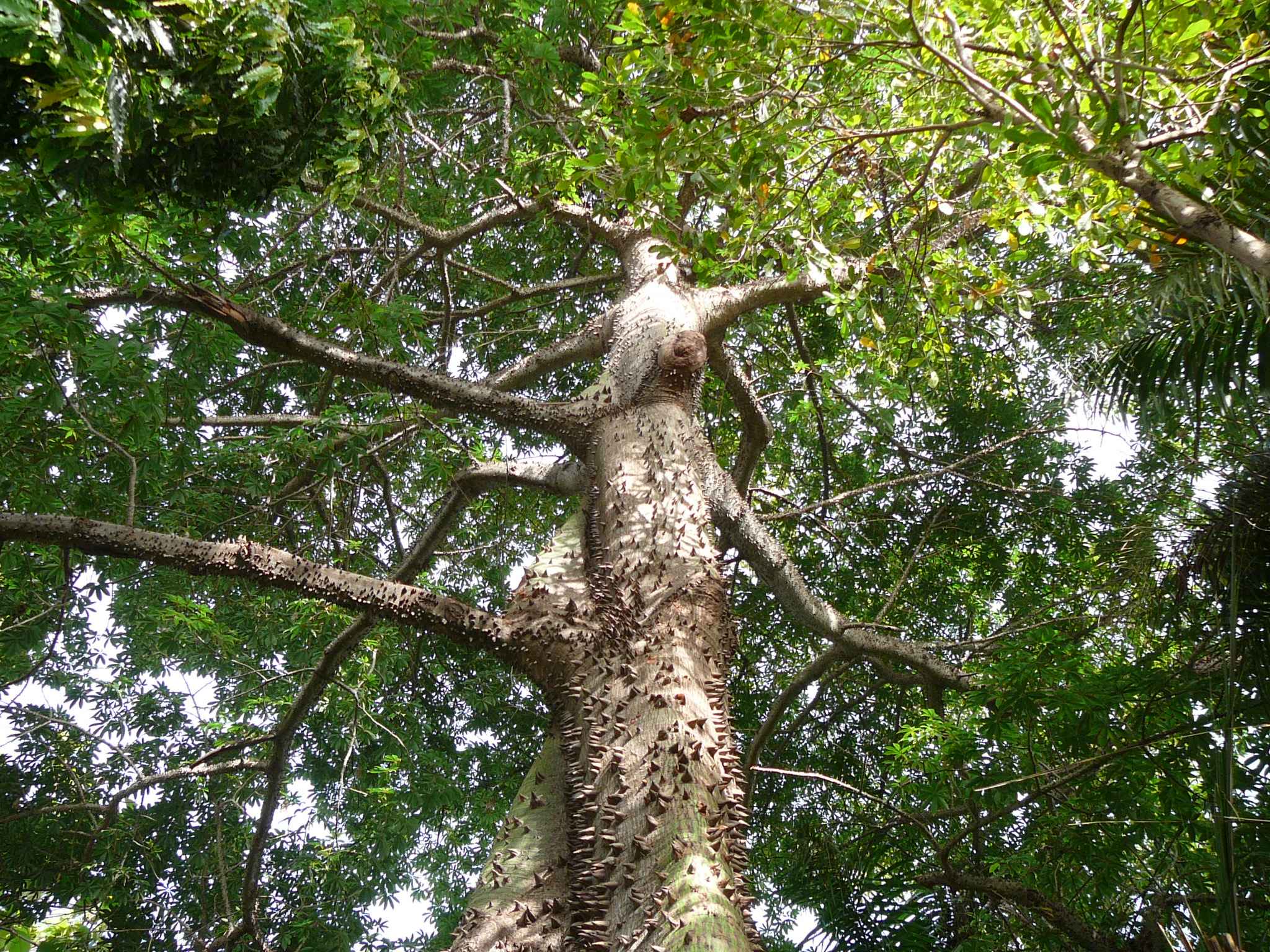
Ceiba pentandra
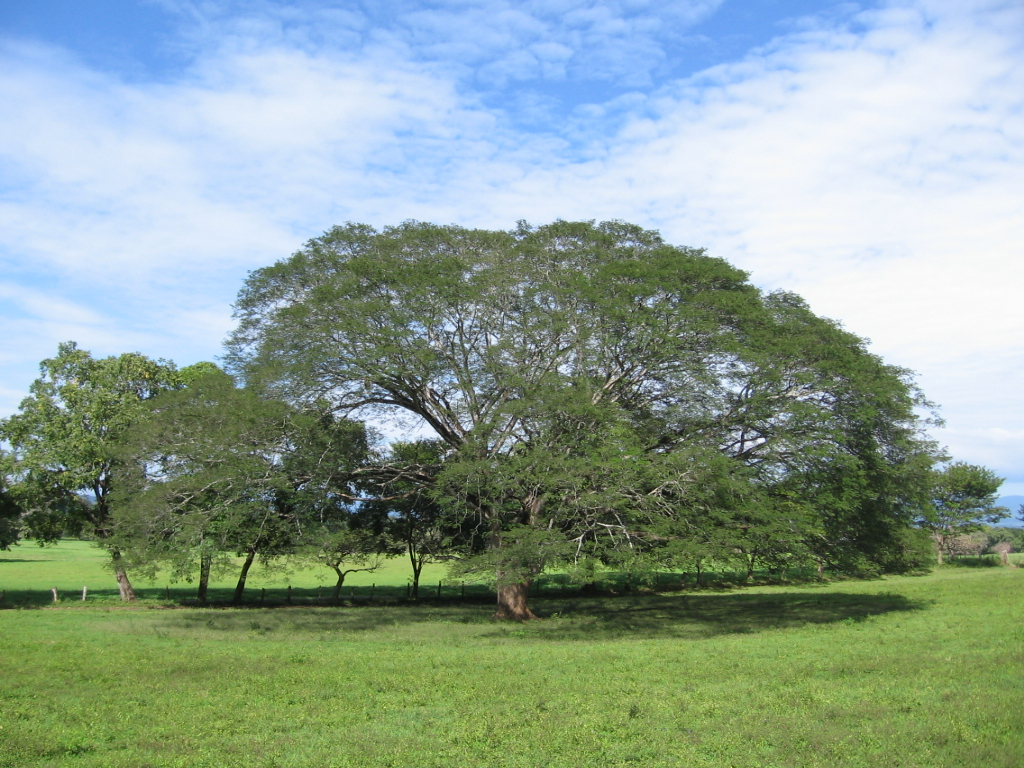
Guanacaste (arbre)
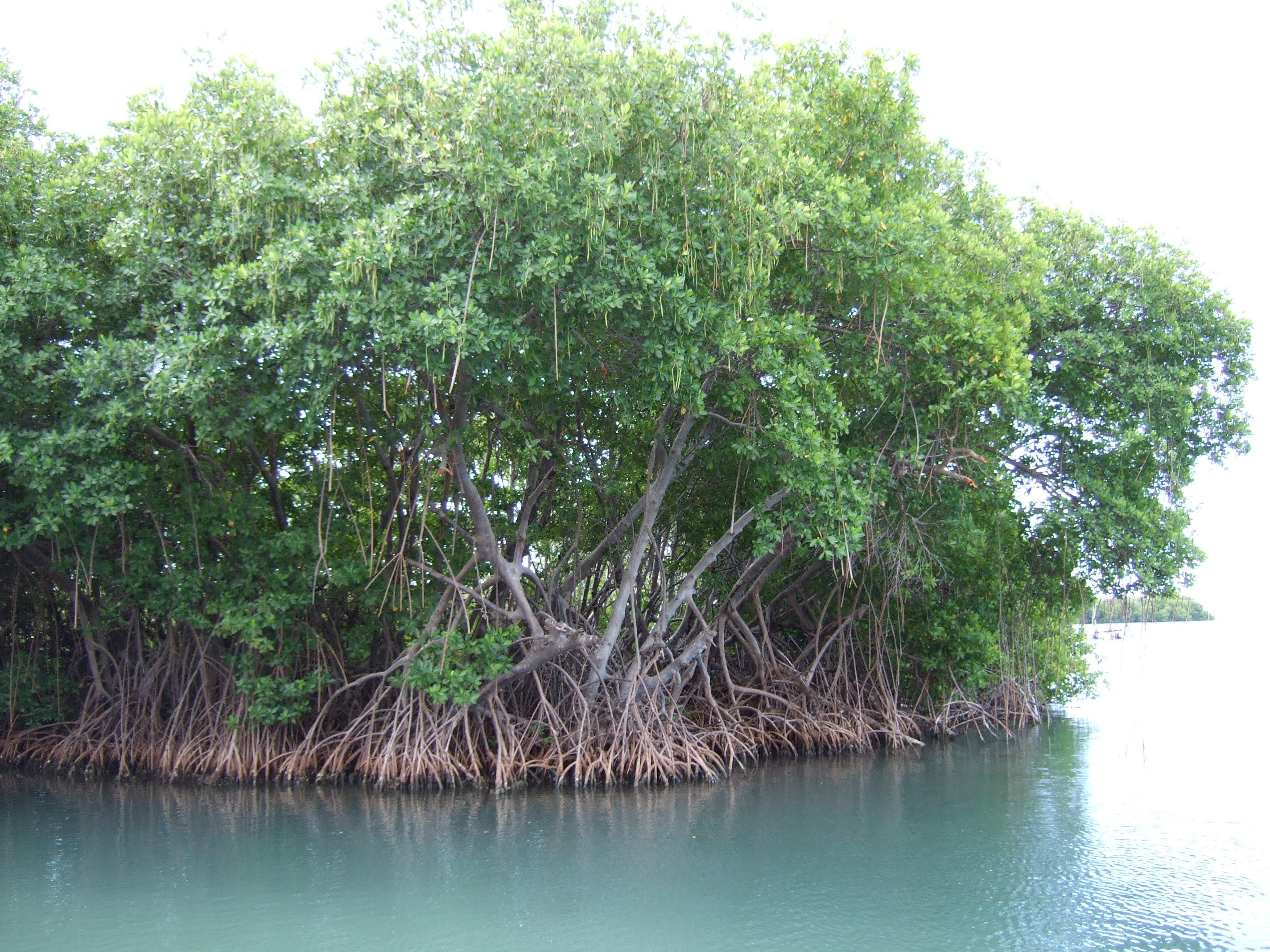
Mangrove
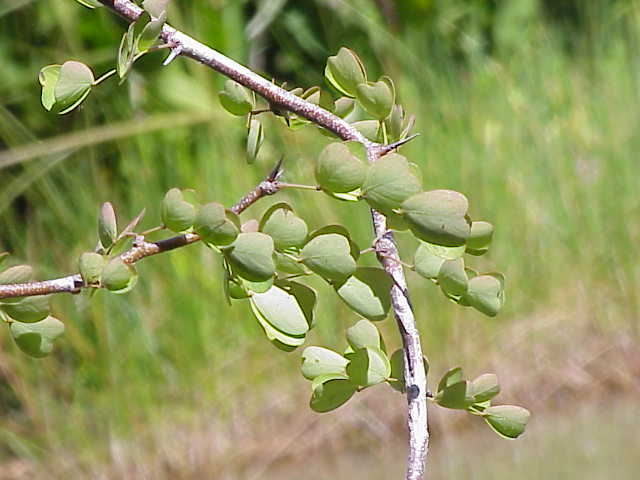
Campêche
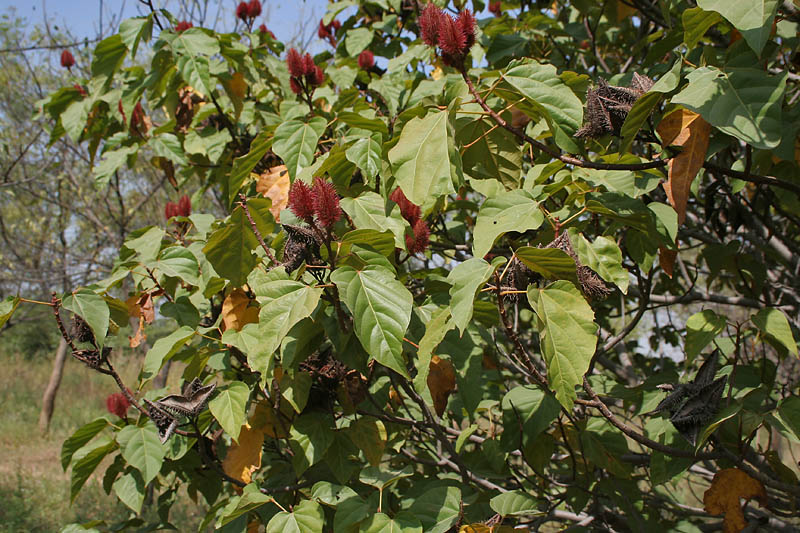
Roucou